# Treviglio
Treviglio é uma comuna italiana da região da Lombardia, província de Bérgamo, com cerca de 25.739 habitantes. Estende-se por uma área de 31 km², tendo uma densidade populacional de 830 hab/km². Faz fronteira com Arcene, Brignano Gera d'Adda, Calvenzano, Caravaggio, Casirate d'Adda, Cassano d'Adda (MI), Castel Rozzone, Fara Gera d'Adda, Pontirolo Nuovo.

## Demografia
| Variação demográfica do município entre 1861 e 2011                               |
|                                                                                   |
| Fonte: Istituto Nazionale di Statistica (ISTAT) - Elaboração gráfica da Wikipedia |

## Pessoas
- Giacinto Facchetti, (1942 - 2006), jogador de futebol
- Giuseppe Merisi, (1938), bispo emérito da diocese de Lodi
- Battista Mombrini, (1944), pintor e escultor